# Llac Yellowstone
El Llac Yellowstone (en anglès:Yellowstone Lake) és la massa d'aigua més gran dins el Yellowstone National Park en la part d'aquest Parc de Wyoming, als Estats Units. Encara que de mitjana té una fondària de 42 metres, el seu punt més profund és a 120 m per sota del nivell de l'aigua. Aquest llac és el més gran amb aigua dolça per sobre dels 7.000 peus d'altitud (2.133 m) de tota l'Amèrica del Nord.
Durant l'hivern aquest llac es glaça amb gairebé un metre de gruix de gel, excepte on entra en contacte amb fonts termals. Cap a desembre s'inicia la congelació i roman glaçat fins finals de maig o principi de juny.

## Història
Els boscos i valls que envolten el llac Yellowstone estaven poblats pels amerindis des de la prehisòria. El primer descendent d'europeus que el van veure va ser el tramper John Colter a principi del segle xix.

## Geologia

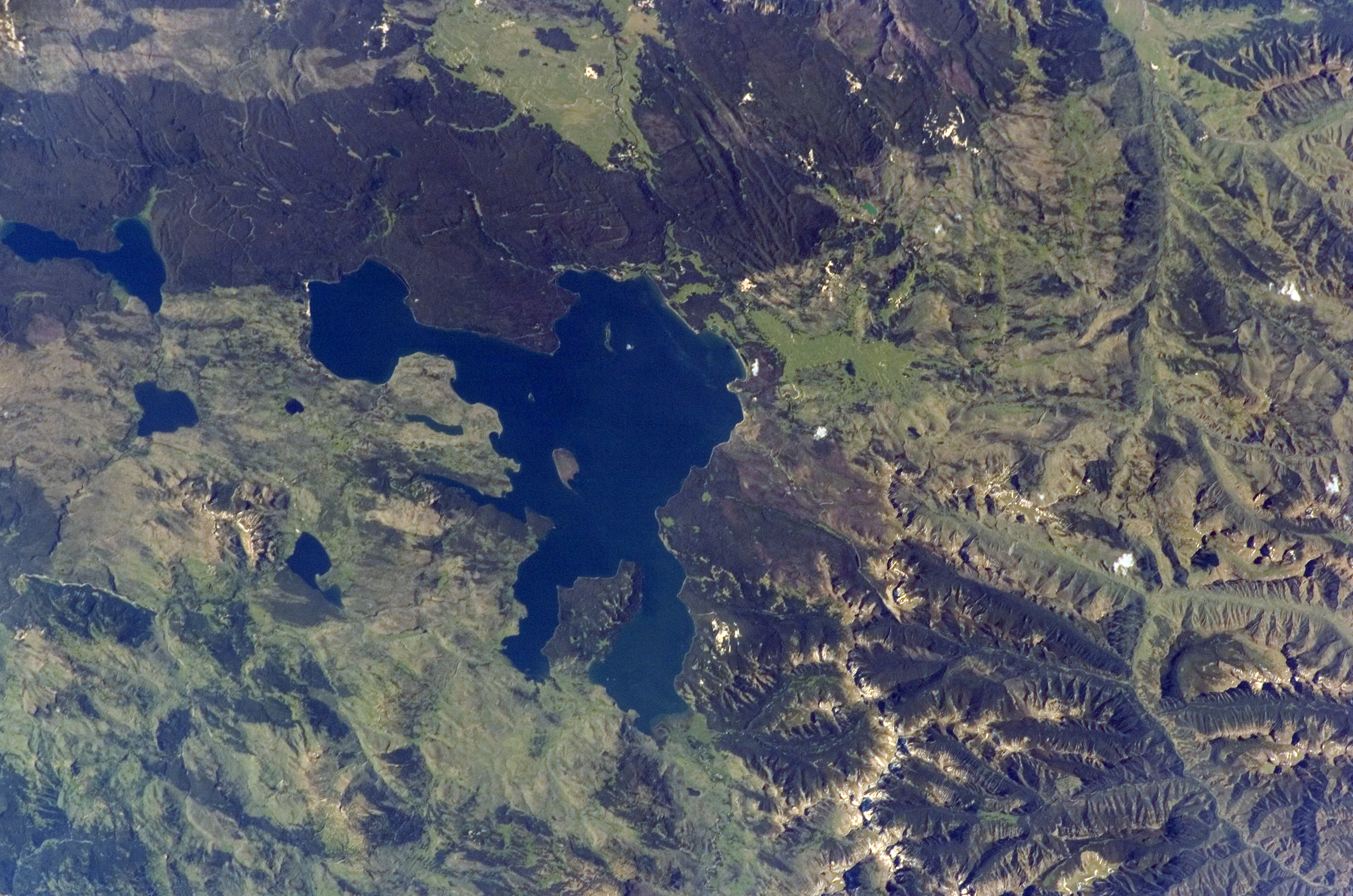
Llac Yellowstone des de l'espai.

A la part sud-oest del llac la zona geotèrmica de West Thumb és fàcilment accessible als visitants. Els gèisers, fumaroles i fonts termals es troben al voltant i fins i tot dins del llac.
Des de l'any 2004 el sòl sota el llac ha començat a elevar-se significativament indicant un increment de l'activitat geològica. Actualment part de la caldera volcànica formada fa uns 640.000 anys per la càmera de magma forma part de la conca d'aquest llac.
Es creu que antigament el Llac Yellowstone (que era molt més gran que l'actual llac) drenava cap a l'Oceà Pacífic a través del riu Snake, actualment només drena a través del riu Yellowstone.